# نوارید قبچاق
نوارید قبچاق (به لاتین: Navarid Qipchaq) یک منطقهٔ مسکونی در افغانستان است که در ولایت بلخ واقع شده‌است.